# Várzea (Arouca)
Várzea is een plaats (freguesia) in de Portugese gemeente Arouca en telt 559 inwoners (2001).